# Mari e as Marias
Mari e as Marias é um reality show brasileiro produzido e exibido pela DiaTV, transmitido entre 9 de outubro e 4 de dezembro de 2024, totalizando nove episódios em uma única temporada.
O programa acompanha o cotidiano da influenciadora digital Mari Maria e de sua família, com foco nas irmãs  Vivian Maria, Bela Maria, Carolina Maria e Paula Maria, além das sobrinhas Maria Victoria (Tória) e Catarina Maria. A atração também conta com a participação de parceiros atuais e ex-parceiros, como Rudy Loures, além de aparições ocasionais de amigos e celebridades.